# 亞利桑那城 (亞利桑那州)
亞利桑那城（英語：Arizona City）是位於美國亞利桑那州皮納爾縣的一個人口普查指定地區。根據2010年美國人口普查，該地共人口10475人，而該地的面積約為16.09平方千米。

## 地理
亞利桑那城的座標為32°45′06″N 111°40′45″W / 32.75167°N 111.67917°W，而該地最高點為海拔高度460米（即1509英尺）。